# Cleptopsebium
Cleptopsebium is een kevergeslacht uit de familie van de boktorren (Cerambycidae). De wetenschappelijke naam van het geslacht werd voor het eerst geldig gepubliceerd in 1971 door Quentin & Villiers.

## Soorten
Cleptopsebium is monotypisch en omvat slechts de volgende soort:
- Cleptopsebium linnaei (Fåhraeus, 1872)